# Babina okinavana
Espèce
Synonymes
- Rana okinavana Boettger, 1895
- Rana psaltes Kuramoto, 1985
- Babina psaltes (Kuramoto, 1985)

Statut de conservation UICN

 EN B1ab(iii,iv)+2ab(iii,iv) : En danger
Babina okinavana est une espèce d'amphibiens de la famille des Ranidae.

## Répartition
Cette espèce se rencontre, :
- à Taïwan dans les comtés de Nantou et de Yilan ;
- au Japon sur l'île de Ishigaki-jima et l'île de Iriomote-jima dans l'archipel Sakishima.

## Étymologie
Cette espèce est nommée en référence au lieu de sa découverte, l'archipel Okinawa, lieu erroné pour Matsui en 2007.

## Publication originale
- Boettger, 1895 : Neue Frösche und Schlangen von den Liukiu-Inseln. Zoologischer Anzeiger, vol. 18, p. 266–270 (texte intégral).